# Historische Kring Bussum
De Historische Kring Bussum is een historische vereniging die belangstelling wil kweken voor geschiedenis bij de inwoners van Bussum en omstreken.

## Oprichting en doel
In juni 1983 werd de Historische Kring Bussum opgericht. De vereniging heeft 1249 leden waaronder tientallen vrijwilligers die ervoor zorg dragen dat de hoeveelheid historische informatie die beschikbaar is, digitaal en fysiek toegankelijk is voor eenieder die interesse heeft in de historie van Bussum. De Historische Kring Bussum is per 1 januari 2011 aangemerkt als ANBI (Algemeen Nut Beogende Instelling).
Het doel van de vereniging is ‘de bevordering van de kennis van en de belangstelling voor de geschiedenis van Bussum en omgeving, en zich in te zetten voor het belang en het behoud van het cultureel en historisch erfgoed aldaar’. Zij probeert dit te bereiken door een documentatie-en archiefcentrum in stand te houden, een tijdschrift uit te geven en tentoonstellingen, lezingen en excursies te organiseren.

## Vestiging
De Historische Kring was eerst gevestigd sinds 1993 aan de Huizerweg in de oude Huishoudschool in Bussum.
In 2015 is het documentatie- en archiefcentrum verhuisd naar de rechtervleugel aan de zijkant van het station Naarden-Bussum. Op de oude gemeentegrens tussen beide plaatsen, nu in de gemeente Gooise Meren in de wijk Prins Hendrikpark.
Deze plek is doordeweeks te bezoeken door leden en niet-leden op maandag-, woensdag- en donderdagochtend van 10.30 - 12.00 uur. 

## Werkgroepen
Naast het dagelijks bestuur en het secretariaat op het documentatie- en archiefcentrum zijn er een aantal werkgroepen werkzaam voor de Historische Kring, zoals:
- Foto werkgroep
- Werkgroep Archivering
- Werkgroep Routes en Excursies
- Werkgroep Monumenten
- Werkgroep Open Monumentendagen (OMD)
- Werkgroep Communicatie
- Werkgroep ICT

## Publicaties

### Bussums Historisch Tijdschrift
Drie keer per jaar verschijnt het Bussums Historische Tijdschrift dat bij de leden aan huis wordt bezorgd en verkrijgbaar is in de lokale boekhandel. De tijdschrift wordt verzorgd door Redactie Bussums Historisch Tijdschrift, die tevens zorg draagt voor een wekelijkse publicatie in de lokale krant(en) BussumsNieuws, NaarderNieuws en MuiderNieuws.

### Boeken
- In Bussum kan alles..., van dorp tot poort van het Gooi, 1817-1992. (1992) Samengesteld door Vereniging Historische Kring Bussum, ISBN 90-228-5356-1
- In Bussum hebben straten namen ..., de Bussumse straatnamen verklaard. (1995) Samengesteld door Vereniging Historische Kring Bussum, ISBN 90-288-6199-8
- Bye Bye Bussum, Kroniek van 200 jaar gemeente Bussum (2016) Nol Verhagen met hulp van de Historische Kring Bussum, ISBN 978-90-62624-23-2
- Verzamel en Plakplaatjes Album Historisch Bussum (2022), gemaakt door de Historische Kring Bussum voor Jumbo Supermarkten.[4]
- Uit de historie van Bussum, bloemlezing van 36 artikelen over de geschiedenis van Bussum die gepubliceerd zijn geweest in de rubriek, Uit de geschiedenis van Bussum in de krant, Bussums Nieuws (2024) Samengesteld door de Vereniging Historische Kring Bussum, ISBN 978-9083-035970